# Mourad Laffitte
Pour les articles homonymes, voir Laffitte.
Mourad Laffitte, né le 16 décembre 1965 à Montpellier, est un photographe, réalisateur et scénariste français, fondateur de la Compagnie ouvrière de production cinématographique et cofondateur d'Images contemporaines. Il a travaillé principalement sur le syndicalisme, le monde ouvrier et la Résistance.

## Filmographie
- Vingt et un jours avec les SDF dans les rues de Paris, coréalisé avec Yves Boutillier, 2008, 52 minutes[1].
- Chronique d'une délocalisation programmée, coréalisé avec Yves Boutillier, 2009, 52 minutes[2].
- GoodYear, mort de bout de chaîne, 2012, production Images contemporaines, 52 minutes[3].
- Les FTP-MOI dans la Résistance, coréalisé avec Laurence Karsznia, 2012, production Images contemporaines, 90 minutes. Avec Stéphane Hessel, Léon Landini, Arsène Tchakarian[4].
- Une jeunesse parisienne en Résistance, coréalisé avec Laurence Karsznia, 2015, production Images contemporaines, 90 minutes. Avec Julien Lauprêtre, Henri Malberg, Henri Krasucki, Paulette Sarcey, Guy Krivopissko[5],[6].
- Liquidation, 2016, production Images contemporaines, 52 minutes[7].
- 1936-2016. Les vacances c’est pas du luxe, c’est un droit, coréalisé avec Laurence Karsznia, 2016, production Images contemporaines, 52 minutes. Avec Julien Lauprêtre[8].
- Acharnement, poursuivis pour l'exemple, 2017, production Images contemporaines, 80 minutes. Avec Laurent Mauduit, Frédéric Lordon, Norbert Gilmez, Éliane Assassi.
- Solidarité, le sens d'une vie, coréalisé avec Laurence Karsznia, 2017, production Images contemporaines, 52 minutes. Avec Julien Lauprêtre, Patrick Apel-Muller, Ariane Ascaride, Isabelle Aubret, René Coureur, Didier Daeninckx, Jacques Gaillot, Christian Rauth, Madeleine Riffaud, Valérie Trierweiler, Roland Leroy[9].
- Madeleine Riffaud, la liberté pour horizon, coréalisé avec Laurence Karsznia, 2020 (à paraître). Avec Madeleine Riffaud[10],[11].
- Urgence soigne et tais-toi, 52 minutes, produit par la Compagnie ouvrière de production cinématographique. Conditions de travail dans le milieu hospitalier. Avec François Ruffin et Christophe Prudhomme, porte-parole des médecins urgentistes de France. Sortie en janvier 2020.